# Cyperus hemisphaericus
Cyperus hemisphaericus är en halvgräsart som beskrevs av Johann Otto Boeckeler. Cyperus hemisphaericus ingår i släktet papyrusar, och familjen halvgräs. Inga underarter finns listade i Catalogue of Life.